# Resolució 323 del Consell de Seguretat de les Nacions Unides
La Resolució 323 del Consell de Seguretat de les Nacions Unides, aprovada el 6 de desembre de 1972 després de recordar resolucions prèvies i reafirmar la responsabilitat de les Nacions Unides amb Namíbia, el Consell de Seguretat va observar amb satisfacció que els namibis van tenir l'oportunitat d'expressar les seves aspiracions als representants de l'ONU i van assenyalar que la majoria aclaparadora de les opinions dels consultats estava en a favor de l'abolició de la "política de bantustans" i l'accés a la independència nacional. El Consell va lamentar l'opacitat de Sud-àfrica pel que fa a l'autodeterminació de Namíbia i va convidar al Secretari General de les Nacions Unides a continuar amb els seus esforços valuosos per garantir que la població de Namíbia faci exercici dret a l'autodeterminació i independència.
La Resolució també va determinar que immediatament després de la renovació parcial de membres del Consell, es nomenarien nous representants per ocupar les vacants que es produiran en el grup establert d'acord amb la Resolució 309.
La resolució es va aprovar amb 13 vots contra cap, mentre que la Unió Soviètica es va abstenir i la República Popular de la Xina no va participar en la votació.